# Петрос Пенас
Петрос Тома Пенас (на гръцки: Πέτρος Θωμά Πέννας) е гръцки юрист, историк и политик от XX век.

## Биография
Петрос Пенас е роден в 1902 година във валовищкото село Горни Порой, тогава в Османската империя, но веднага след раждането му семейството му се мести в Сяр, заради несигурността по време на българо-гръцките сблъсъци по време на Гръцката въоръжена пропаганда в Македония. При навлизането на българските войски в града в 1916 година бяга заедно с майка си и братята си в Пирея, а баща му е изпратен в трудов лагер в България, където умира. В 1919 година се записва в Юридическото училище на Атинския университет. Участва в Гръцко-турската война, връща се в Атина и работи 47 година като адвокат в града.
Занимава се с исторически изследвания за региона на Сяр. От 1930 година пише статии в различни издания за историята на Сяр и през 1938 г. издава „История на Сяр по време на турското владичество“ и „Хрониката на Поп Синодин“. От 1938 година издава списанието „Сераика Хроника“. Участва в Итало-гръцката война в 1940 година и след това е член на комисиите, проучващи предполагаемите български жестокости в окупирана Македония.
Един от основателите е на Националния съюз на северните гърци и на Дружеството за исторически изследвания на новия елинизъм. В 1952 година заедно с други серски учени основава в Атина Сярско-мелнишкото историческо и фолклорно дружество, като става негов секретар, а по-късно председател до смъртта си. Два пъти е избиран за депутат от Народната партия от Сяр – в 1935 и в 1950 година. В 1946 година се кандидатира, но не успява да бъде избран. В 1946 – 1950 година е главен секретар на Министерството на социалните грижи. В 1966 година издава второ преработено и допълнено издание на главния си труд „История на Сяр“, а в 1989 година „Горни Порой, Сярско“.
Умира на 26 септември 1994 година. Името му носи улица в Сяр.